# Vische
Vische és un comune (municipi) de la ciutat metropolitana de Torí, a la regió italiana del Piemont, situat a uns 35 quilòmetres al nord-est de Torí. A 1 de gener de 2019 la seva població era de 1.268 habitants.
Vische limita amb els següents municipis: Strambino, Vestignè, Borgomasino, Candia Canavese, Moncrivello, Mazzè i Villareggia.